# José Fernando Isaza
José Fernando Isaza Delgado (Manizales, 1946) es un ingeniero, matemático, empresario, columnista y profesor colombiano.

## Educación
Isaza es Ingeniero electricista graduado en la Universidad Nacional, con título de Maestría en Física Teórica en la misma institución, maestría en Matemáticas en la Universidad de Estrasburgo y es doctorado honoris causa de la Universidad Nacional de Colombia.
Ha publicado varios libros en el campo de la Historia de la Energía, Cambios Climáticos y numerosos ensayos en el área de la epistemología.
Isaza ha sido profesor de la Universidad Nacional de Colombia, de la Universidad de los Andes y de la Escuela Colombiana de Ingeniería. Isaza fue Gerente del Instituto de Fomento Industrial (IFI) entre 1978 y 1980, Presidente de Ecopetrol entre 1980 y 1982 y Ministro de Obras Públicas y Transporte entre 1982 y 1983. 
En 1986 fue designado Presidente de la Compañía Colombiana Automotriz (Mazda en la Región Andina), cargo que ejerció durante 20 años, a la par con la dirección de la Fundación Mazda. Desde 2008 es miembro fundador de revista Razón Pública, junto con otros 32 destacados académicos colombianos.
En 2006 se retiró de Mazda para asumir como Rector de la Universidad Jorge Tadeo Lozano; Isaza se destacó por ser un duro crítico del gobierno de Álvaro Uribe.
Ha sido o es miembro de varias Juntas Directivas entre ellas, Colombia Móvil, Banco de Bogotá, la Corporación Financiera Colombiana y la Empresa de Energía Eléctrica de Bogotá.